# Раск, Грете
Маргрете (Грете) П. Раск (дат. Margrethe (Grethe) P. Rask, 1930 — 12 декабря 1977) — датский врач-хирург, которая работала в Республике Заир (ныне Демократическая Республика Конго). Она, как и Арвид Ноэ, стала одним из первых европейцев, умерших от заболеваний, связанных с СПИДом.

## Биография
Родилась в 1930 году в датском городе Тистед. В 1964 году небольшой период времени работала в Африке, в Республике Заир (ныне Демократическая Республика Конго), но была отозвана обратно в Европу для прохождения курса хирургии желудка и тропических болезней. Позже она вернулась в Заир, где с 1972 по 1975 год работала в больнице в городке Абумомбази. С 1975 по 1977 год работала в госпитале Красного креста в Киншасе. Скорее всего, она могла заразиться ВИЧ в 1964 году. Её друг и коллега, специализирующийся на инфекционных болезнях, в 1983 году в статье медицинского журнала «The Lancet», сообщил, что она работала хирургом в довольно примитивных условиях, и была подвержена контактам с кровью и другими биологическими жидкостями своих африканских пациентов.
Симптомы заболевания появились в конце 1974 года, и включали диарею, увеличение лимфатических узлов, потерю веса и быструю утомляемость. В 1975 году после проведенного лечения симптомы временно уменьшились. После отдыха в ЮАР в июле 1977 года состояние Раск существенно ухудшилось — у неё появились проблемы с дыханием, она не могла долго дышать самостоятельно и была вынуждена использовать кислородные баллоны. Она вернулась в Данию, где у неё были обнаружены пневмоцистная пневмония, кандидоз и стафилококковая инфекция. Также анализы показали, что у Раск практически отсутствовали Т-лимфоциты, что указывало на сильное угнетение иммунитета. В то время врачи удивлялись относительно природы её заболевания, что ретроспективно станет рассматриваться как один из первых случаев ВИЧ/СПИДа, который был зарегистрирован за пределами Африки. После многочисленных обследований и неудачного лечения, она вернулась домой в ноябре 1977 года, где о ней заботилась её давняя подруга. В декабре 1977 году она госпитализирована, где 12 декабря скончалась от пневмоцистной пневмонии.
Вскрытие показало, что легкие Раск имели большое количество пневмоцист, вызывающих редкий вид пневмонии у людей с иммунодефицитом. Сегодня пневмоцистная пневмония известна как одно из ВИЧ-ассоциированных заболеваний. Образцы крови Раск были проанализированы в Копенгагене в 1984 году после обширных исследований по СПИДу. Тест был сделан с помощью ранней версии ИФА и дал отрицательный результат на ВИЧ/СПИД. В 1987 году в США при исследовании её крови на ВИЧ с помощью более усовершенствованного теста дважды был получен положительный результат. Таким образом, Раск была одним из первых неафриканцев, умерших от СПИДа.